# Даулинг, Джонатан
Джонатан Патрик Даулинг (англ. Jonathan Patrick Dowling; 3 апреля 1955 — 5 июня 2020) — американский физик-теоретик, известный своими работами в области квантовой оптики и квантовых технологий.

## Биография
Родился в Смиттауне (штат Нью-Йорк) в семье ирландских иммигрантов. Учился в Техасском университете в Остине, получил магистерскую и докторскую степени в Колорадском университете в Боулдере под руководством известного физика-теоретика Асыма Орхана Барута. Занимал позицию постдока в Международном центре теоретической физики (Триест), Институте квантовой оптики Общества Макса Планка (Мюнхен) и Редстоунском арсенале (Хантсвилл). Затем руководил научной группой Лаборатории реактивного движения, после чего стал профессором теоретической физики (Hearne Professor of Theoretical Physics) Университета штата Луизиана и работал в этой должности до конца жизни. За свою педагогическую деятельность получил несколько университетских наград. Был почётным приглашённым профессором Научно-технического университета Китая и Нью-Йоркского университета в Шанхае, приглашённым членом Китайской академии наук.
Автор многочисленных работ по квантовой электродинамике, фотонным кристаллам, интерферометрии с помощью волн материи, синхронизации часов и т.д. Получил ряд пионерских результатов в области квантовой оптики и квантовых технологий. Предложил использовать методы линейной оптики для реализации квантовых логических операций, что стало возможным благодаря внутренней нелинейности процедуры измерения и что может использоваться для квантовых вычислений. Показал, что неклассические состояния света можно использовать для квантовой литографии и метрологии; особенно детально исследовал свойства так называемых N00N-состояний. Разработал метод практической реализации бозонного семплинга с помощью оптических волокон.
Автор двух научно-популярных книг, посвящённых квантовым технологиям. Выдвинул термин «вторая квантовая революция».

## Награды и членства
- Премия Уиллиса Лэмба по физике лазеров и квантовой оптике (2002)[3]
- Действительный член Американского оптического общества (2005)
- Действительный член Института физики (2005)
- Действительный член Американского физического общества (2008)
- Действительный член Американской ассоциации содействия развитию науки (2009)

## Избранные публикации
Книги
- Dowling J.P. Schrödinger’s Killer App: Race to Build the World’s First Quantum Computer. — Taylor and Francis, 2013.
- Dowling J.P. Schrödinger’s Web: Race to Build the Quantum Internet. — Taylor and Francis, 2020.

Статьи
- Dowling J.P., Scalora M., Bloemer M.J., Bowden C.M. The photonic band edge laser: A new approach to gain enhancement // Journal of Applied Physics. — 1994. — Vol. 75. — P. 1896–1899. — doi:10.1063/1.356336.
- Scalora M., Dowling J.P., Bowden C.M., Bloemer M.J. Optical Limiting and Switching of Ultrashort Pulses in Nonlinear Photonic Band Gap Materials // Physical Review Letters. — 1994. — Vol. 73. — P. 1368–1371. — doi:10.1103/PhysRevLett.73.1368.
- Boto A.N., Kok P., Abrams D.S., Braunstein S.L., Williams C.P., Dowling J.P. Quantum Interferometric Optical Lithography: Exploiting Entanglement to Beat the Diffraction Limit // Physical Review Letters. — 2000. — Vol. 85. — P. 2733–2736. — doi:10.1103/PhysRevLett.85.2733.
- Lee H., Kok P., Dowling J.P. A quantum Rosetta stone for interferometry // Journal of Modern Optics. — 2002. — Vol. 49. — P. 2335–2338. — doi:10.1080/0950034021000011536.
- Dowling J.P., Milburn G.J. Quantum technology: the second quantum revolution // Philosophical Transactions of the Royal Society of London A. — 2003. — Vol. 361. — P. 1655–1674. — doi:10.1098/rsta.2003.1227.
- Kok P., Munro W.J., Nemoto K., Ralph T.C., Dowling J.P., Milburn G.J. Linear optical quantum computing with photonic qubits // Reviews of Modern Physics. — 2007. — Vol. 79. — P. 135–174. — doi:10.1103/RevModPhys.79.135.
- Dowling J.P. Quantum optical metrology – the lowdown on high-N00N states // Contemporary Physics. — 2008. — Vol. 49. — P. 125–143. — doi:10.1080/00107510802091298.
- Motes K.R., Gilchrist A., Dowling J.P., Rohde P.P. Scalable Boson Sampling with Time-Bin Encoding Using a Loop-Based Architecture // Physical Review Letters. — 2014. — Vol. 113. — P. 120501. — doi:10.1103/PhysRevLett.113.120501.